# Inna Chevtchenko
Pour les articles homonymes, voir Chevtchenko.
 (août 2024).
La mise en forme du texte ne suit pas les recommandations de Wikipédia : il faut le « wikifier ».
Les points d'amélioration suivants sont les cas les plus fréquents. Le détail des points à revoir est peut-être précisé sur la page de discussion.
- Les titres sont pré-formatés par le logiciel. Ils ne sont ni en capitales, ni en gras.
- Le texte ne doit pas être écrit en capitales (les noms de famille non plus), ni en gras, ni en italique, ni en « petit »…
- Le gras n'est utilisé que pour surligner le titre de l'article dans l'introduction, une seule fois.
- L'italique est rarement utilisé : mots en langue étrangère, titres d'œuvres, noms de bateaux, etc.
- Les citations ne sont pas en italique mais en corps de texte normal. Elles sont entourées par des guillemets français : « et ».
- Les listes à puces sont à éviter, des paragraphes rédigés étant largement préférés. Les tableaux sont à réserver à la présentation de données structurées (résultats, etc.).
- Les appels de note de bas de page (petits chiffres en exposant, introduits par l'outil «  Source ») sont à placer entre la fin de phrase et le point final[comme ça].
- Les liens internes (vers d'autres articles de Wikipédia) sont à choisir avec parcimonie. Créez des liens vers des articles approfondissant le sujet. Les termes génériques sans rapport avec le sujet sont à éviter, ainsi que les répétitions de liens vers un même terme.
- Les liens externes sont à placer uniquement dans une section « Liens externes », à la fin de l'article. Ces liens sont à choisir avec parcimonie suivant les règles définies. Si un lien sert de source à l'article, son insertion dans le texte est à faire par les notes de bas de page.
- La présentation des références doit suivre les conventions bibliographiques. Il est recommandé d'utiliser les modèles {{Ouvrage}}, {{Chapitre}}, {{Article}}, {{Lien web}} et/ou {{Bibliographie}}. Le mode d'édition visuel peut mettre en forme automatiquement les références.
- Insérer une infobox (cadre d'informations à droite) n'est pas obligatoire pour parachever la mise en page.

Pour une aide détaillée, merci de consulter Aide:Wikification.
Si vous pensez que ces points ont été résolus, vous pouvez retirer ce bandeau et améliorer la mise en forme d'un autre article.
Inna Stepanivna Chevtchenko (en ukrainien : Інна Степанівна Шевченко), née le 23 juin 1990 à Kherson, est une militante féministe ukrainienne. Elle est une figure majeure du mouvement Femen.

## Biographie

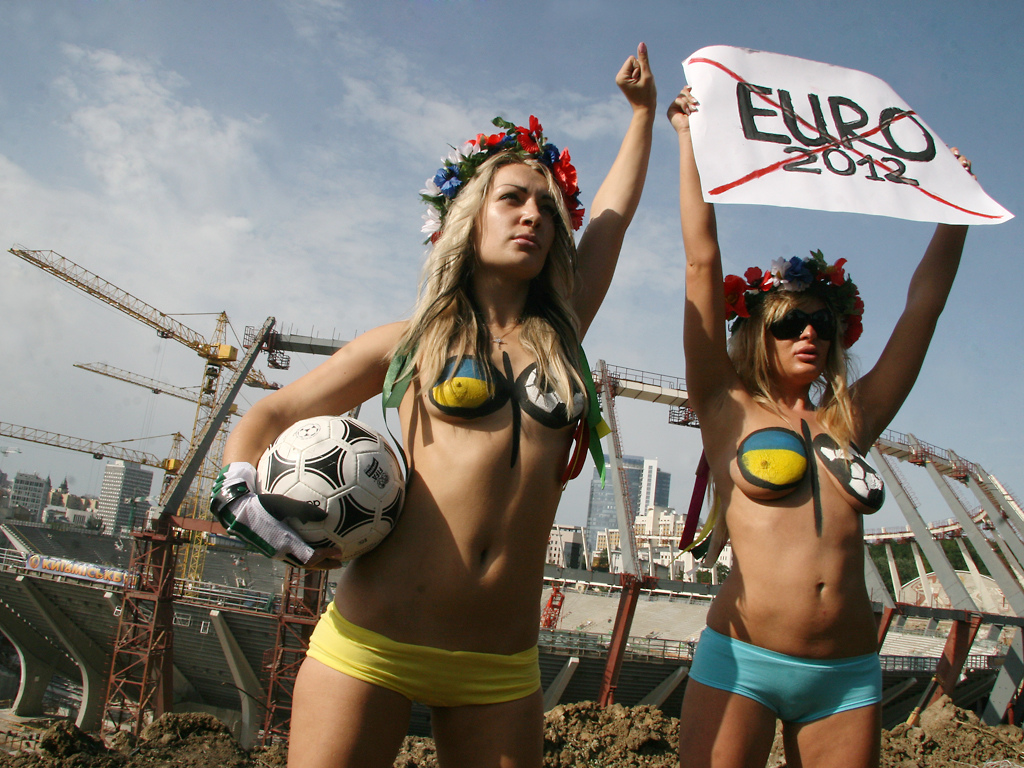
Inna Chevtchenko (gauche) et une autre membre des Femen manifestant contre l'organisation de l'Euro 2012 en Ukraine.

Inna Chevtchenko est née le 23 juin 1990 à Kherson en Ukraine. Elle est la fille d'un colonel de l'armée soviétique. De 2008 à 2012, elle étudie le journalisme à l'université nationale Taras-Chevtchenko de Kiev, dont elle est diplômée avec les honneurs, quand elle s'engage dans le mouvement Femen.
En décembre 2011, Oksana Chatchko, Inna Chevtchenko et Alexandra Nemchinova manifestent  à Minsk en Biélorussie devant le siège du KGB pour demander la libération de prisonniers politiques et contre la dictature du Président Loukachenko. Elles sont alors enlevées et torturées, avant d'être finalement relâchées en pleine forêt.
Arrivée en France en août 2012 avec un visa touristique, elle obtient l'asile le 9 avril 2013 auprès de l'OFPRA alors qu'elle faisait l'objet d'une enquête criminelle par la police de son pays après avoir tronçonné une croix orthodoxe lors d’une manifestation pour protester contre la condamnation des Pussy Riot pour un concert contre Vladimir Poutine dans une cathédrale orthodoxe de Moscou.
Depuis la France, elle organise le développement du mouvement Femen à l'international, et mène la première campagne du mouvement dans le pays, en faveur du Mariage pour tous. Le 18 novembre 2012, plusieurs activistes sont violemment agressées[source insuffisante] lors de la manifestation de l'Institut Civitas qui s'oppose au mariage homosexuel.
Le 12 février 2013, à la suite de la renonciation du pape Benoît XVI, huit activistes de Femen France investissent seins nus et couvertes de slogans hostiles au pape, la cathédrale Notre-Dame de Paris afin de faire sonner les cloches (alors exposées à l'occasion de leur restauration), avant d'être évacuées par le service d'ordre, sept d'entre elles étant également interpellées par la police[réf. souhaitée].
Cette action est condamnée par une partie de la classe politique. Eva Joly dénonce une action déplacée et « un manque de respect pour les croyants » ; le ministre de l'Intérieur Manuel Valls témoigne « de son soutien aux catholiques de France qui ont pu être offensés par ce geste grossier » et parle de « consternation » face à « une provocation inutile », dernier argument repris par la ministre des Droits des femmes et porte-parole du gouvernement Najat Vallaud-Belkacem ; des critiques sont aussi exprimées par le maire Bertrand Delanoë et les sénateurs de Paris Pierre Charon (UMP) et Yves Pozzo di Borgo (UDI). Patrick Jacquin, recteur-archiprêtre de Notre-Dame, annonce avoir porté plainte pour « profanation d'un espace cultuel » et pour « coups et blessures ». L'AGRIF déclare porter plainte et demande la dissolution des Femen. Malgré les condamnations venant de plusieurs personnalités politiques, de nombreux plaignants et pétitionnaires s'étonnent que les activistes de Femen aient été « peu inquiétées après leur interpellation par la police française ». En mars, Inna et Sacha Chevtchenko affirment avoir « emporté un petit bout » de l'or en feuille appliqué sur l'une des cloches pour payer la réparation de « dents cassées », alors que, dans de précédentes déclarations, Inna Chevtchenko avait nié avoir abîmé la cloche,. Sur cette affaire, le 13 septembre 2013, le tribunal de Paris demande le renvoi pour complément d'information à une date ultérieure, en attente des conclusions de l'enquête. Elles sont défendues par Patrick Klugman, ancien avocat conseil de SOS Racisme et de Caroline Fourest, laquelle n'a pas cautionné l'action entreprise à la cathédrale, « à cause de son amitié pour le maire de Paris, Bertrand Delanoë, et Manuel Valls », selon une ancienne Femen. Le 10 septembre 2014, à l'issue du premier procès français contre Femen, le tribunal correctionnel de Paris a relaxé les neuf militantes Femen accusées dans cette affaire, mais le parquet de Paris a fait appel, alors que trois surveillants de la cathédrale Notre-Dame ont été condamnés à des amendes avec sursis pour la violence avec laquelle ils ont expulsé trois des militantes lors de leur action.

« Je considère que la religion est un mal. Je vois bien les conséquences néfastes qu'elle a sur le sort des femmes. »

— Inna Chevtchenko

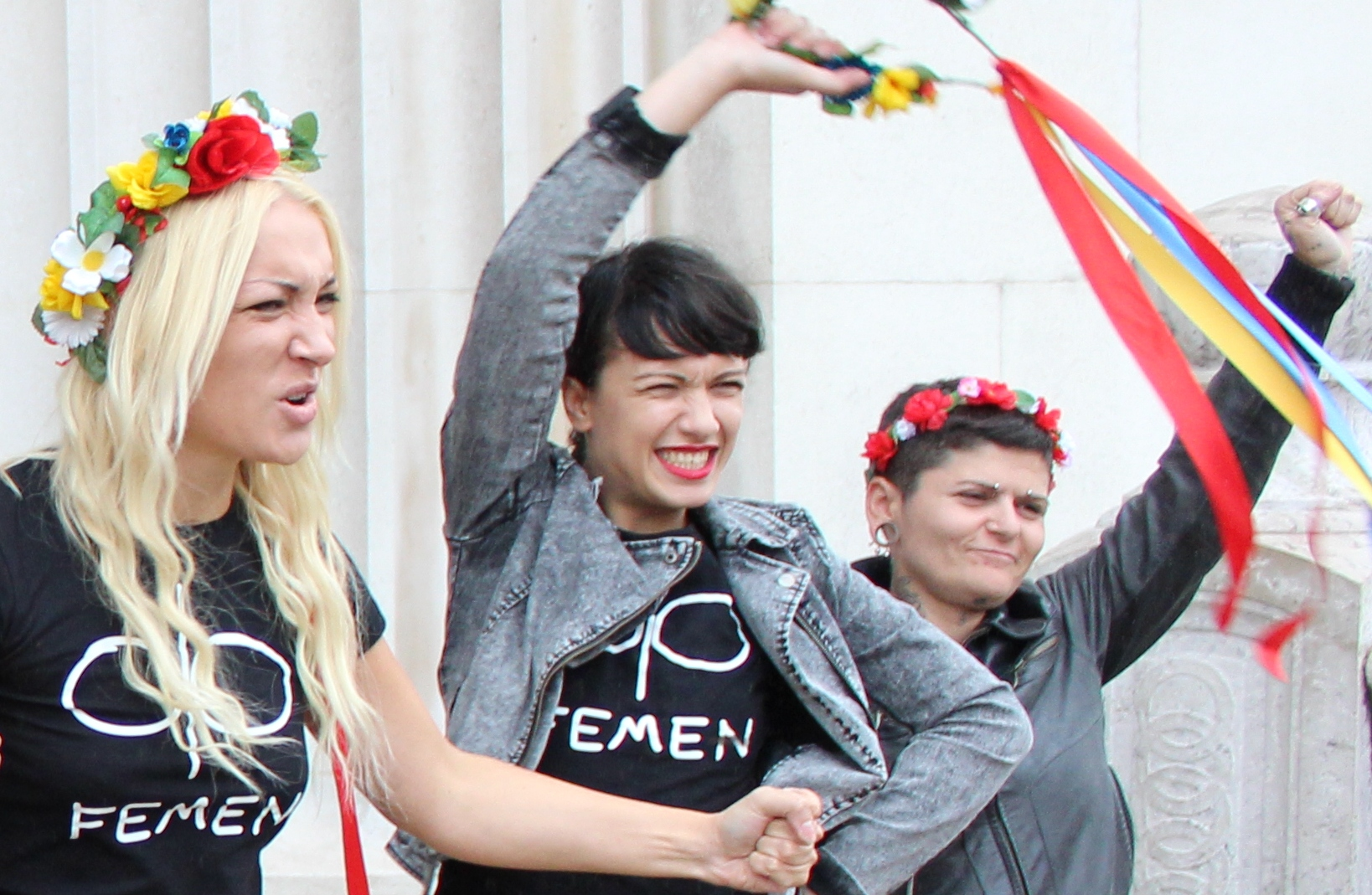
Femen à la sortie du tribunal de Paris, le 13 septembre 2013 : à gauche, Inna Chevtchenko ; au milieu, Marguerite Stern.

Le 14 juillet 2013, jour de la fête nationale en France, est dévoilé le timbre Marianne de la Jeunesse, dont Inna est une des sources d'inspiration alléguée (selon Olivier Ciappa, l'un des deux auteurs cosignataires du timbre, c'est son visage qui a « surtout » inspiré le duo lors de la conception, ; cette version est contestée par David Kawena, qui se revendique l'unique auteur graphique du timbre et affirme qu'il n'est aucunement inspiré par Inna Chevtchenko). Elle réagit alors sur Twitter : « Désormais, tous les homophobes, extrémistes, fascistes devront lécher mon cul pour envoyer une lettre »,. À cette occasion, les Femen se réjouissent de ce nouveau « symbole officiel de la France ».

« Marianne, qui est représentée seins nus, en 1789, aurait certainement été une Femen car elle se battait pour les valeurs de la République, la liberté, l'égalité, la fraternité. »

— Olivia Ciappa
Inna Chevtchenko est accusée d'islamophobie après un tweet diffusé le 9 juillet 2013 : « Qu'est ce qui peut être plus stupide que le Ramadan ? Qu'est ce qui peut être plus laid que cette religion ? ». Elle explique que celui-ci est rédigé lorsqu'elle apprend que Amina, militante tunisienne de Femen emprisonnée, « est obligée de faire le ramadan en prison alors qu'elle n'est pas croyante ». Elle supprime par la suite le tweet mais assure « l'assumer entièrement ».
Safia Lebdi, considérée comme la cofondatrice avec Inna Chevtchenko de la branche française des Femen, a aidé l'association à installer leur centre de formation au quartier de la Goutte-d'Or à Paris. Le mouvement y organise alors des camps d'entraînement féministes internationaux, et Inna Chevtchenko poursuit le développement du groupe internationalement en ouvrant plusieurs branches dans d'autres pays européens.
Entre 2012 et 2013, Inna Chevtchenko a entretenu une relation sentimentale avec Caroline Fourest. Elle déclare toutefois ne pas être homosexuelle et que cette relation était de nature platonique.
Le 1er décembre 2013, en signe de protestation face à la répression violente de manifestations place Maïdan en Ukraine, Inna et plusieurs activistes Femen, culottes baissées, urinent sur une photo du Président Viktor Ianoukovytch devant l'ambassade d'Ukraine à Paris.
Les militantes de Femen sont adeptes d'un féminisme radical qu'elles appellent « sextrémisme ». Le mouvement Femen s'affirme athée et antireligieux. Tandis que certaines militantes françaises reprochent personnellement à la laïcité d'être « une façon d'accepter l'inacceptable », Inna Chevtchenko et le mouvement Femen prônent la laïcité à travers leurs publications. Inna Chevtchenko a répondu dans une tribune que Femen « n'est pas une bande de potes, mais un groupe militant », que « l'atmosphère est martiale » et la « hiérarchie affirmée » car c'est nécessaire pour « mener à bien des opérations complexes ».
Le 14 février 2015, lors de la première des fusillades de Copenhague pendant son discours à la conférence sur la liberté d'expression dont le thème est  « Art, blasphème et liberté d'expression » (en danois : Kunst, blasfemi og ytringsfrihed) organisée par Vilks au Krudttønden dans le quartier d'Østerbro à Copenhague, elle est interrompuepar des tirs d'armes automatiques qui provoquent la mort d'un participant, Finn Nørgaard, et blessent trois policiers danois.
Interviewée sur France Info, à la suite de la mort de l’opposant Boris Nemtsov, Inna Chevtchenko a estimé que celui-ci avait été tué par le régime de Vladimir Poutine, « dans un climat qui pousse à tuer des opposants ».
Aujourd'hui, en tant que dirigeante internationale du mouvement FEMEN, Inna Chevtchenko participe à des conférences et des débats, notamment dans les universités d'Oxford, Cambridge, Sciences Po Strasbourg. En juin 2015, elle fait un discours lors de l'événement TEDx à Kalamata, en Grèce, intitulé I will not stop speaking out loud (Je n'arrêterai pas de m'exprimer à voix haute).
Le 2 mars 2017, a paru aux éditions du Seuil Anatomie de l'oppression, ouvrage qu'elle a écrit avec une autre Femen, Pauline Hillier. Chaque chapitre de cette « anatomie » (la tête, le cœur, les seins, le ventre, les mains, le sexe, les pieds, etc.) expose les persécutions religieuses perpétrées sur le corps des femmes, les dégâts qu’elles infligent et l’ordre patriarcal dont elles découlent . En novembre 2017, Inna Shevchenko reçoit le prix international de la laïcité organisée par le Comité Laïcité République.
En 2019, elle devient membre du Conseil consultatif pour l'égalité femmes-hommes (CCEFH)[Où ?], chargé d'établir un « bouquet législatif » aux dirigeants participant au G7 de Biarritz. Elle travaille notamment en collaboration avec le gynécologue congolais Denis Mukwege, lauréat du prix Nobel de la paix en 2018.
Lors de l'invasion de l'Ukraine par la Russie en 2022, elle diffuse sur les réseaux sociaux des nouvelles et images transmises en direct notamment par sa famille restée dans son pays d’origine. Elle publie une tribune dans le magazine ELLE.
Depuis 2020, elle est une contributrice régulière de Charlie Hebdo.

## Filmographie
- Arash T. Riahi & Arman T. Riahi, Everyday Rebellion, 2013
- Kitty Green, Ukraine is not a brothel (L'Ukraine n'est pas un bordel), 2013
- Joseph Paris, Naked War, 2012
- Caroline Fourest & Nadia El Fani, Nos seins, nos armes, 2012